# Corades chelonis
Corades chelonis é uma borboleta da família Nymphalidae, nativa dos Andes da Colômbia, Equador e Venezuela, que mora nos bosques e nos páramos, entre os 2.400 e os 3.500 de altitude.

## Descrição
A envergadura das asas é de 7 cm. Pelo dorso, as asas anteriores são de cor sépia escuro, mais pálido na base, com três manchas alaranjadas em cada asa; las posteriores são de cor alaranjado rufo, com a margem interna e a ponta marrão. Pelo ventre, as asas anteriores são cinza prata a marrão com dos pontos brancos; as posteriores são cinza prata a alaranjado, cruzadas por duas linhas paralelas de cor castanho rufo e com manchas nas margens externas.

## Ciclo Vital
Seu ciclo vital dura 147 dias. Os ovos têm entre 1,1 y 1,8 mm e sua eclosão acontece aos 21 dias da postura. A larva se hospeda e se alimenta de Chusquea; é verde com bandas ferruginosas; cresce durante 80 dias, até alcançar 6 cm de longitude. Depois forma una pupa de 1 cm de largo por 2,4 cm de comprimento, que apos de 46 dias se transforma em borboleta.